# (22802) Sigiriya
(22802) Sigiriya est un astéroïde de la ceinture principale.

## Description
(22802) Sigiriya est un astéroïde de la ceinture principale. Il fut découvert le 13 août 1999 à la station Anderson Mesa par le programme LONEOS. Il présente une orbite caractérisée par un demi-grand axe de 2,28 UA, une excentricité de 0,19 et une inclinaison de 6,6° par rapport à l'écliptique.

## Compléments